# Indivisia
Indivisia is een geslacht van uitgestorven kreeftachtigen uit de klasse van de Ostracoda (mosselkreeftjes).

## Soorten
- Indivisia abyschevaensis (Buschmina, 1965) Buschmina, 1981 †
- Indivisia africana Crasquin-Soleau, Lang & Yahaya, 1988 †
- Indivisia baschkirica Rozhdestvenskaya & Tschigova, 1972 †
- Indivisia buekkensis Kozur, 1985 †
- Indivisia charianovskii Schischkinskaja, 1964 †
- Indivisia improcera Zaspelova, 1959 †
- Indivisia indistincta Zaspelova, 1953 †
- Indivisia jerdevkensis Samoilova, 1970 †
- Indivisia kazakhstanica Buschmina, 1977 †
- Indivisia konensis Egorov, 1953 †
- Indivisia latiformis Zaspelova, 1959 †
- Indivisia nelidovensis Samoilova, 1962 †
- Indivisia pelikani Kozur, 1985 †
- Indivisia ruzhencevi Kotschetkova, 1972 †
- Indivisia semilukiana Egorov, 1953 †
- Indivisia symmetrica Kozur, 1985 †
- Indivisia tschudovoensis Zaspelova, 1959 †
- Indivisia tumarevi Schischkinskaja, 1964 †
- Indivisia variolata Zanina, 1960 †
- Indivisia varsanofievae Samoilova, 1970 †